# Бублик, Надежда Степановна
Надежда Степановна Бублик — советская, хозяйственная, государственная и политическая деятельница, Герой Социалистического Труда.

## Биография
Родилась в 1930 году на территории современной Николаевской области. Член КПСС.
С 1946 года — на хозяйственной, общественной и политической работе. В 1946—1985 гг. — доярка колхоза имени Калинина Новоодесского района Николаевской области.
Указом Президиума Верховного Совета СССР от 24 декабря 1976 года присвоено звание Героя Социалистического Труда с вручением ордена Ленина и золотой медали «Серп и Молот».
Делегат XXV съезда КПСС.
Жила в Николаевской области.

## Награды и звания
- Герой Социалистического Труда (24.12.1976).
- орден Ленина (08.04.1971, 24.12.1976)
- орден Октябрьской Революции (06.09.1973)
- орден Трудового Красного Знамени (06.03.1981)